# Wo gehest du hin?, BWV 166
Wo gehest du hin?, BWV 166 (Cap a on vas?), és una cantata religiosa de Johann Sebastian Bach per al quart diumenge després de Pasqua, estrenada a Leipzig el 7 de maig de 1724.

## Origen i context
D'autor desconegut, que empra en el tercer número la tercera estrofa de l'himne Herr Jesu Christ, ich weiss gar wohl de Bartholomäus Ringwaldt (1582), i la primera estrofa de Wer weiss, wie nahe mir mein Ende d'Ämile Juliane von Schwarzburg-Rudolstadt (1686) en el coral final. El text està inspirat en el final del discurs que Jesús fa als apòstols dient-los-hi que se n'ha d'anar per poder enviar l'Esperit Sant (Joan 16, 5-15). El llibretista canvia el sentit de "Cap a on vas?” del títol i el recondueix cap a una sèrie de consells per tal d'orientar la vida del fidel. Aquest quart diumenge després de Pasqua es coneix, també, com a Domingo Cantate, ja que l'introit de la missa llatina comença amb: Cantate Domino canticum novum (Canteu a l'enyor un càntic nou), i de les cinc cantates que probablement compongué Bach, només se'n conserva aquesta i la BWV 108.

## Anàlisi
Obra escrita per a contralt, tenor, baix i cor; oboè, corda i baix continu. Consta de sis números 
1. Ària (baix): Wo gehest du hin? (Cap a on vas?)
2. Ària (tenor): Ich will an den Himmel denken (Pensaré en el Cel)
3. Coral (soprano): Ich bitte dich, Herr Jesu Christ (Et prego, Senyor Jesucrist)
4. Recitatiu (baix): Gleichwie die Regenwasser bald verfließen (Així com l'aigua de la pluja aviat s'escola)
5. Ària (contralt): Man nehme sich in acht (Cal ser prudent)
6. Coral: Wer weiß, wie nahe mir mein Ende! (Qui sap com n'és, de propera, la meva Fi!)

En el número 1, a mig camí entre ària i arioso, el baix – amb l'acompanyament de tots els instruments – com a Vox Christi planteja de manera interrogant i punyent la pregunta del títol. El segon número és una ària de tenor amb el suport del continu i en concertant amb l'oboè i un altre instrument, probablement un violí, del que s'ha perdut la particel·la i se n'ha fet una reconstrucció agafant com a model el trio per a orgue BWV 584. El tercer número és un coral amb el soprano com a solista sobre el fons del continu i en contrapunt amb les cordes a l'uníson amb el text indicat, tot el moviment agafa un to molt d'acord amb el text. Del recitatiu de baix següent se'n pot destacar la vocalització sobre Freude (plaers); segueix una ària de contralt que canvia l'aire dur del número anterior per un de festiu amb estil de dansa per tal de descriure la joia del text. En el coral final es torna a l'aire sever amb el text indicat i la melodia de Wer nur den lieben Gott lässt walten de Georg Neumark (1640), en una de les harmonitzacions més verticals i homòfones mai escrites per Bach. La cantata té una durada aproximada d'un quart d'hora llarg.

## Discografia seleccionada
- J.S. Bach: Das Kantatenwerk. Sacred Cantatas Vol. 9. Gustav Leonhardt, Leonhardt-Consort, Tölzer Knabenchor (Gerard Schmidt-Gaden, director), Collegium Vocale Gent (Philippe Herreweghe, director), Christoph Wegmann (solista del cor), Paul Esswood, Kurt Equiluz, Max van Egmond. (Teldec), 1994.
- J.S. Bach: The complete live recordings from the Bach Cantata Pilgrimage. CD 18: St Mary’s, Warwick; 21 de maig de 2000. John Eliot Gardiner, Monteverdi Choir, English Baroque Soloists, Robin Tyson, James Gilchrist, Stephen Varcoe. (Soli Deo Gloria), 2013.
- J.S. Bach: Complete Cantatas Vol. 9. Ton Koopman, Amsterdam Baroque Orchestra & Choir, Bernhard Landauer, Christoph Prégardien, Klaus Mertens. (Challenge Classics), 2005.
- J.S. Bach: Cantatas Vol. 19. Masaaki Suzuki, Bach Collegium Japan, Robin Blaze,, Makoto Sakurada, Stephan Macloed. (BIS), 2002.
- J.S. Bach: Church Cantatas Vol. 50. Helmuth Rilling, Gächinger Kantorei, Bach-Collegium Stuttgart, Helen Watts, Aldo Baldin, Wolfgang Schöne. (Hänssler), 1999.